# Esferes de metall perforades
Les esferes de metall perforades són un artefacte fet de metall entre els segles XVII i XIX que el seu objectiu és projectar les ombres de les perforacions que dibuixen diverses imatges florals, d'animals o geomètriques. Aquest artefacte d'origen xinès és considerat com un antecedent i precursor molt antic del cinema. Va ajudar el fet que, juntament amb altres joguines similars d'altres regions del món, al llarg dels anys s'estudiessin els processos de creació i manipulació de la imatge de manera artificial que va portar finalment a la invenció del cinema actual de mans dels germans Lumière i el seu cinematògraf l'any 1898.

## Estructura
Es tracta d'unes esferes de metall, unides entre elles, però amb la possibilitat d'una obertura al mig, amb perforacions que formen diferents figures de la naturalesa, com flors o animals, o també de formes geomètriques. En el seu interior, contenen una vela que es subjecta de manera vertical mitjançant un joc d'anelles i encara que aquestes es moguin, les anelles impedeixen que la vela caigui.

## Funcionament
L'objectiu és projectar les ombres de les perforacions en un fons llis i per a això té un funcionament molt senzill: es fan girar les esferes i és just aquest moviment centrífug el que fa que la llum de la vela projecti les ombres de les figures a través dels orificis en una cambra a les fosques, encarara que no cal ni fer-les moure, ja que la llum de la vela que s'escapa entre les perforacions ja fa projectar aquestes ombres. Tot i així, sempre cal estar en la foscor perquè es pugui veure amb claredat aquest joc de llums i ombres.